# Aluminiumsättigung
Die Aluminiumsättigung ist in der Petrologie ein wichtiger Parameter zur Charakterisierung von magmatischen Gesteinen, der vor allem bei Granitoiden Verwendung findet. Ein sehr ähnlicher Parameter ist die Aluminosität, bei der die Elemente Eisen, Mangan und Magnesium in der Berechnung mit berücksichtigt werden.

## Definition
Die Aluminiumsättigung drückt sich im Aluminiumsättigungsindex aus (Englisch aluminium saturation index oder abgekürzt ASI), dem Molekularquotienten von [Al2O3]/([Na2O] + [K2O] + [CaO]), in Kurznotierung auch Al/(Na + K + Ca). Der ASI wurde im Jahr 1943 erstmals von S. J. Shand eingeführt. Der Index erfuhr später eine Ergänzung, welche die im Apatit  (falls vorhanden) gebundene Menge an Kalzium berücksichtigt.  Die Neudefinition lautet jetzt wie folgt:
ASI = [Al2O3]/([Na2O] + [K2O] + [CaO] -5/3[P2O5])
Sie beeinflusst gegenüber der ursprünglichen Definition das Endergebnis aber nur minimal.
Bei an Aluminium gesättigten Magmen ist der ASI-Quotient 1, bei übersättigten Magmen größer als 1 und bei untersättigten Magmen kleiner als 1.
Übersättigte Magmen werden als peralumisch bezeichnet.
Untersättigte Magmen werden anhand des Molekularquotienten [Al2O3]/[Na2O] + [K2O] (bzw. Al/Na + K) weiter unterteilt in:
- metalumisch: [Al2O3]/[Na2O] + [K2O] > 1 (bzw. Al>Na + K)
- peralkalisch: [Al2O3]/[Na2O] + [K2O] < 1 (bzw. Al<Na + K)

## Beispiele
Folgende Gesteinsanalysen sollen das Prinzip der Aluminiumsättigung veranschaulichen helfen:
| Oxid Gew. %               | Granit von Gouré | Delos-Granodiorit | Durchschnittsgranit |
| ------------------------- | ---------------- | ----------------- | ------------------- |
| SiO2                      | 74,05            | 68,00             | 71,84               |
| TiO2                      | 0,35             | 0,57              | 0,31                |
| Al2O3                     | 11,20            | 15,20             | 14,43               |
| Fe2O3                     | 2,10             | 0,61              | 1,22                |
| FeO                       | 1,70             | 2,20              | 1,65                |
| MnO                       | 0,10             | 0,05              | 0,05                |
| MgO                       | 0,45             | 1,24              | 0,72                |
| CaO                       | 0,45             | 3,62              | 1,85                |
| Na2O                      | 4,60             | 3,09              | 3,71                |
| K2O                       | 5,20             | 4,11              | 4,10                |
| P2O5                      | 0,06             | 0,14              | 0,12                |
| H2O                       | 0,42             | 0,65              |                     |
| ASI Al/Na + K + Ca – 5/3P | 0,80             | 0,95              | 1,05                |
| Al/Na + K                 | 0,85             | 1,60              | 1,37                |

Der Granit von Gouré ist metaluminos und gleichzeitig peralkalisch, der Delos-Granodiorit ist metaluminos und der Durchschnittsgranit peraluminos.

## Bedeutung
Bei Feldspäten und Foiden beträgt der Aluminiumsättigungsindex genau 1, d. h. Feldspäte und Foide sind an Aluminium gesättigt. Ist eine Magmenquelle jedoch peraluminos und an Aluminium übersättigt, so müssen sich wegen des Überschusses an Aluminium neben Feldspäten und Foiden auch andere aluminiumreiche Minerale bilden, insbesondere Glimmer. Beispiele hierfür sind Muskovit (ASI=2 bis 2,5), aluminiumreicher Biotit (ASI=1 bis 1,5),  aber auch die Aluminiumsilikate Andalusit und Sillimanit, sowie Cordierit, das Aluminiumoxid  Korund, die Granate Almandin und Spessartin, Turmalin und Topas, die alle in peraluminosen Gesteinen anzutreffen sind. Peraluminose Gesteine führen in ihrer Norm Korund (c). Deutlich peraluminose Schmelzen entstehen gewöhnlich aus Metasedimenten, sie können aber auch aus metaluminosen, Biotit-führenden, sauren Magmatiten hervorgehen. Selbst eine peraluminose Schmelzbildung aus mafischen Gesteinen wird bei Gegenwart von Wasser als möglich angesehen.
An Aluminium untersättigte Magmen bilden zur Ausgleichung ihres Aluminiummangels neben Feldspäten und Foiden gezwungenermaßen Hornblende (Amphibole, ASI=0,3 bis 0,5), aluminiumarmen Biotit und Titanit. Metaluminose Gesteine zeichnen sich in ihrer Norm durch Anorthit (an) und Diopsid (di) oder Wollastonit (wo) aus. Metaluminose Schmelzen reichern sich nach Auskristallisieren der Feldspäte gewöhnlich an Kalzium an und bilden dann kalziumreiche Mineralphasen wie Hornblende und Augit, jedoch keinen Muskovit oder natriumreiche Fe-Mg-Minerale.
Bei peralkalischen Gesteinen wird die sehr starke Aluminiumuntersättigung (bei gleichzeitiger Übersättigung an Alkalien) durch die Entstehung von natriumreichen, mafischen Alkalimineralen wie beispielsweise  Ägirin, Arfvedsonit, Riebeckit, Richterit und Aenigmatit kompensiert. Schwach peralkalische Gesteine können noch  Hornblende führen, eindeutig peralkalische Gesteine zeichnen sich aber durch Na-Amphibole und Na-Pyroxene aus. Feldspäte enthalten in peralkalischen Gesteinen nur sehr wenig Anorthit. In ihrer Norm sind peralkalische Gesteine anhand der Komponenten Akmit (ac) oder Natriummetasilikat (ns) zu erkennen, Anorthit tritt normativ nicht mehr auf.

## Anwendung
Der Aluminiumsättigungsindex wird in petrologischen Diagrammen vorwiegend mit dem SiO2-Gehalt aufgetragen.